# Azurfink

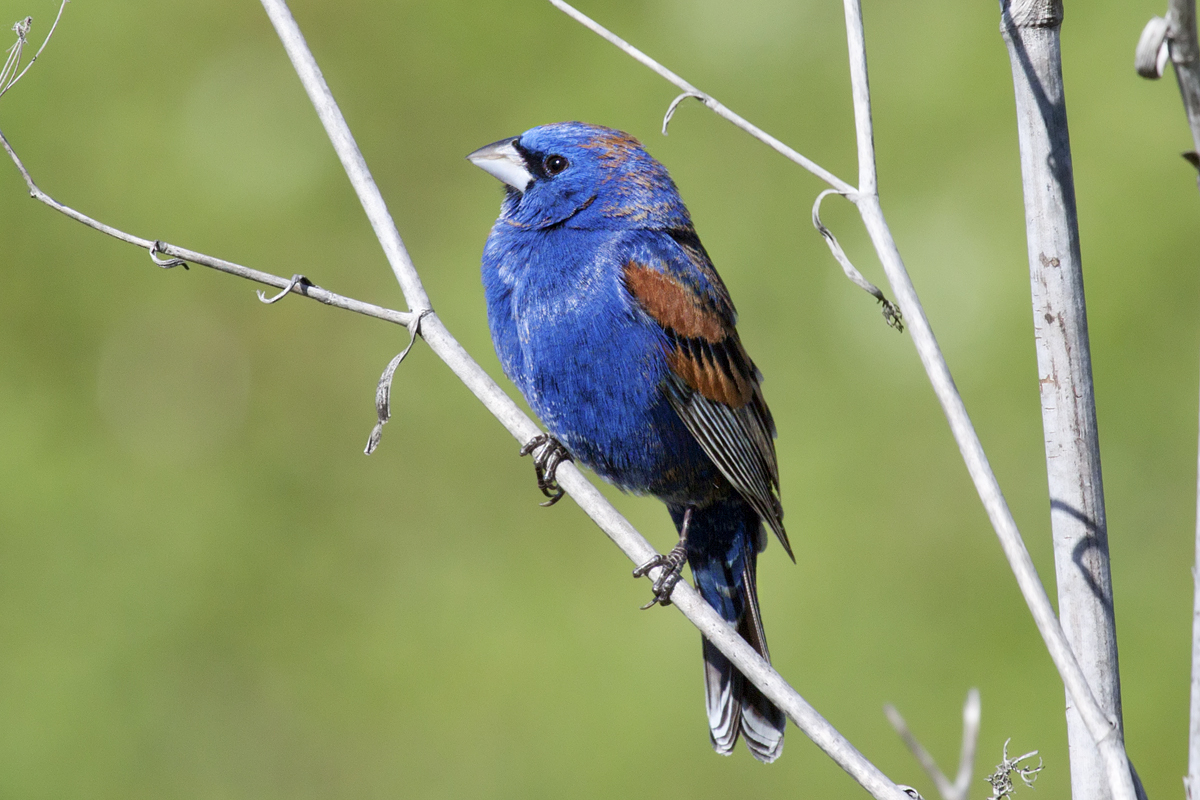
Männchen

Der Azurfink (Passerina caerulea, Syn.: Guiraca caerulea), auch Azurbischof oder Hellblauer Bischof genannt, ist eine amerikanische Vogelart aus der Familie der Kardinäle (Cardinalidae).

## Merkmale
Azurfinken, die eine Körperlänge von 17 Zentimetern erreichen, weisen einen ausgeprägten Geschlechtsdimorphismus auf.
Das dunkelblaue Männchen hat braune Flügelbinden, ein schwarzes Gesicht und einen kegelförmigen Schnabel, das Weibchen ist auf der Oberseite dunkelbraun, auf der Unterseite blasser und hat cremefarbene Flügelbinden.

## Vorkommen
Der Azurfink brütet in den gemäßigten Regionen Nordamerikas, zieht dann aber nach Süden und verbringt den größten Teil des Jahres in Mexiko, Mittel- und Südamerika sowie in der Karibik.

## Fortpflanzung
In der Paarungszeit singt das Männchen von einem erhöhten Platz aus. Mit lauten, trillernden Rufen grenzt es sein Revier ab und versucht ein Weibchen anzulocken. Das Weibchen baut alleine ein Nest in einem Busch oder niedrigen Baum und legt 3 – 4 Eier. Das Weibchen brütet sie aus und füttert die Jungen. Sobald diese flügge sind, übernimmt das Männchen die weitere Betreuung. Das Weibchen brütet noch ein zweites Mal.
Der Braunkopf-Kuhstärling versucht oft, dem Azurfink Eier unterzuschieben. Der Azurbischof baut dann manchmal eine zweite Etage über das Nest. Es wurde auch schon beobachtet, dass er die eigenen Jungen und die des Brutparasiten gleichzeitig aufzieht.

## Einzelbelege
1. ↑  Alderfer, S. 602